# スベン・デビッドソン
スヴェン・ヴィクトル・デヴィッドソン（Sven Viktor Davidson, 1928年7月13日 - 2008年5月28日）は、スウェーデン・ボロース出身の男子テニス選手。1957年の全仏選手権男子シングルス優勝者で、スウェーデンのテニス選手として最初の4大大会シングルス優勝者になった人である。1958年のウィンブルドン選手権男子ダブルス部門でも、同じスウェーデンのウルフ・シュミットとペアを組んで優勝し、スウェーデンのテニス選手として最初のウィンブルドン優勝者になった。右利きの選手。

## 来歴
スベン・デビッドソンは1950年から男子テニス国別対抗戦・デビスカップスウェーデン代表選手となり、現役引退する1961年まで12年連続でスウェーデン代表選手としてプレーした。1955年から1957年まで、デビッドソンは3年連続で全仏選手権男子シングルス決勝に進出したが、1955年はトニー・トラバートに6-2, 1-6, 4-6, 2-6で敗れ、1956年はルー・ホードに4-6, 6-8, 3-6で敗れている。1957年全仏選手権の決勝で、デビッドソンはハーバート・フラムを6-3, 6-4, 6-4のストレートで破って初優勝を飾り、スウェーデン人として最初の4大大会男子シングルス優勝者に輝いた。この年、デビッドソンは世界ランキングを自己最高の3位に上げている。
1958年、デビッドソンは足の故障のため全仏選手権に大会前年優勝者として参加できなかったが、ウィンブルドン選手権男子ダブルスで同じスウェーデンのウルフ・シュミットとペアを組んで優勝した。決勝で2人はアシュレー・クーパー＆ニール・フレーザー組を6-4, 6-4, 8-6のストレートで破り、スウェーデンのテニス選手として初のウィンブルドン選手権優勝を果たした。
デビッドソンは現役生活の間に、スウェーデンとスカンジナビア地方のテニストーナメントで、シングルス・ダブルス合わせて18のタイトルを獲得した。彼は1961年までデビスカップに連続出場を続け、スウェーデン代表で歴代3位タイ記録となる「62勝23敗(シングルス39勝14敗、ダブルス23勝9敗)」の成績を残した。1970年代後半にビョルン・ボルグが世界の頂点に立ち、全仏オープン6勝とウィンブルドン選手権5連覇で4大大会総計「11勝」を獲得するまで、デビッドソンは「スウェーデン最強のテニス選手」のほまれを得た名選手だったのである。
2004年、デビッドソンはレナート・ベルゲリン、ウルフ・シュミットとともに「スウェーデン・テニス殿堂」入りを果たす。3年後の2007年、彼はピート・サンプラス、アランチャ・サンチェス・ビカリオらとともに国際テニス殿堂入りしたが、この年にアルツハイマー病の初期症状と診断された。2008年5月28日、殿堂入りから1年もたたないうちに、スベン・ビクトル・デビッドソンはアメリカ合衆国カリフォルニア州アルカディアにて肺炎のため79歳で死去した。